# Zemfira

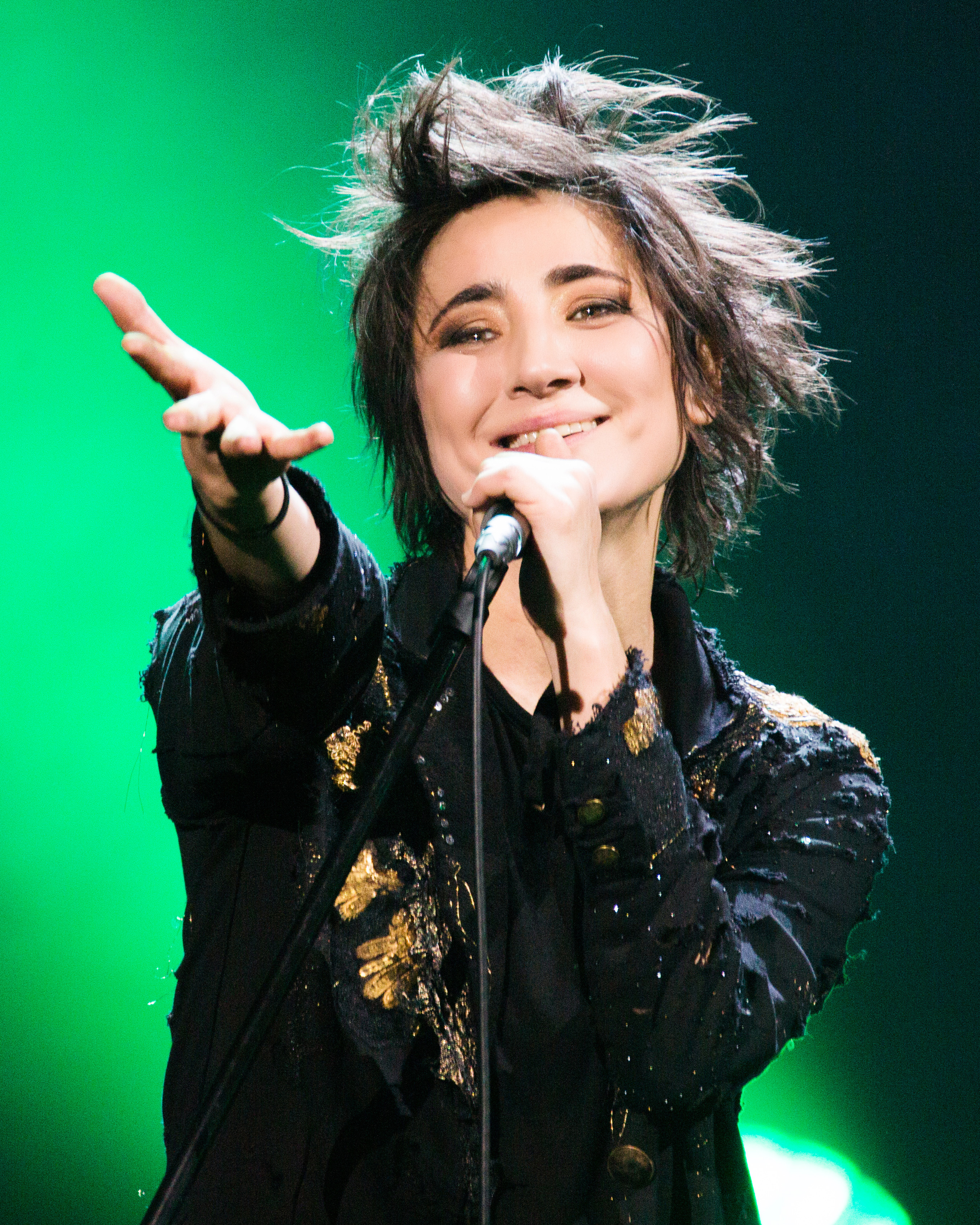
Zemfira (2016)

Zemfira (russisch Земфира, dt. Transkription: Semfira; * 26. August 1976 in Ufa, Baschkirische ASSR, Sowjetunion; voller Name russisch Земфира Талгатовна Рамазанова / Semfira Talgatowna Ramasanowa) ist eine russische Sängerin, Songschreiberin und Frontfrau der gleichnamigen Band Zemfira. Bislang verkaufte die Sängerin über 3 Millionen Alben.

## Biografie
Semfira Ramasanowa wuchs in einer mittelständischen Familie in Baschkortostan, am östlichen Rand des europäischen Teils Russlands, auf. Sie hat tatarische und baschkirische Wurzeln. Seit dem fünften Lebensjahr besuchte sie eine Musikschule in Ufa. Im Kinderchor sang sie aufgrund ihrer natürlichen Begabung für richtige Intonation als Solistin.
Anfang der 1990er wurde sie in Russland immer bekannter. Zuerst war sie Mitglied der russischen Junioren-Basketballmannschaft. Dann folgten Mitgliedschaften in verschiedenen Rockbands. 1996 begann sie ihre Solokarriere. Drei Jahre später folgte ihr erstes Album Semfira. Sie veröffentlichte in der Folgezeit alle ein bis zwei Jahre ein Album.
Die Sängerin distanzierte sich öffentlich von der russischen Jugendorganisation Naschi. In der Presse wurde 2007 ein fortschreitender Gewichtsverlust der Sängerin berichtet. Als mögliche Ursachen wurden Drogenmissbrauch, Appetitlosigkeit oder eine Krankheit diskutiert. Bei einer Pressekonferenz anlässlich der Veröffentlichung  ihres Albums „Spassibo“ erklärte die Sängerin, der damit verbundene Stress sei für den Gewichtsverlust verantwortlich. Auf einer anderen Pressekonferenz gab sie an, ein Lied ihres neuen Albums unter Einfluss von Haschisch geschrieben zu haben. Beim Auftritt in einer Radioshow reagierte sie auf die Frage der Moderatorin nach dem Wahrheitsgehalt der Gerüchte über ihren Drogenmissbrauch mit einem Wutausbruch.

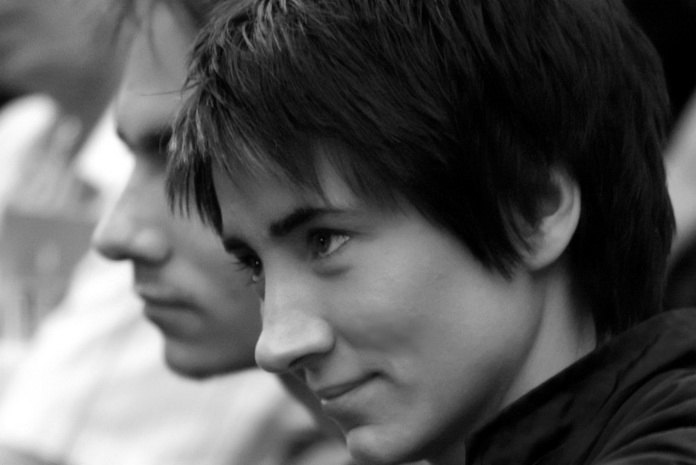
Zemfira 2008

2008 kam ein Kinofilm über sie auf den russischen Markt, der unter anderem ihre größten Hits beinhaltete. Am 13. Juni 2010 starb ihr Bruder bei einer Unterwasserjagd. Im September 2010 startete eine Mini-Tour durch Russland. Ihre ersten drei Alben wurden als Set wiederveröffentlicht. Am 15. Februar 2010 erschien ihr Album „Schit w twojei Golowe“ (dt.: „In deinem Kopf leben“). Im Jahre 2011 erschien die erste Single daraus, „Bes Schansow“ („Ohne Chancen“), 2012 „Dengi“ („Geld“). 2013 schließlich „Kofewino“ (deutsch: etwa: „Kaffeewein“).
Im Juli 2015 nahm Zemfira während eines Konzertes in Tiflis eine ukrainische Flagge aus dem Publikum entgegen und band diese an den Mikrofonständer. Von ukrainischen wie auch russischen Medien wurde dies als „geplante Aktion“, wenn auch aus völlig unterschiedlichen Perspektiven, gewertet. Nach Einschätzung des Kolumnisten der Nowaja gaseta handelte es sich dagegen um eine spontane Geste, die Freundschaft, Respekt und Mitgefühl mit den Menschen in der Ukraine zum Ausdruck bringen sollte.
Während des russischen Krieges gegen die Ukraine im Februar/März 2022, der in Russland nicht öffentlich als Krieg bezeichnet werden darf, zeigte ihre Homepage nur die Worte „нет войне“ (nein zum Krieg). Ihr bereits 2005 komponiertes Lied „Не Стреляйте“ („Nicht schießen“) wurde in der russischen Antikriegsbewegung erneut rezipiert und mit einem aktuellen Video unterlegt neu veröffentlicht. Zemfira verließ bei Kriegsbeginn Russland und lebt seither in Paris. Russische Medien werfen ihr „Verrat“ und „Heuchelei“ vor. Am 19. Mai 2022 veröffentlichte sie ein mit expressiven Zeichnungen unterlegtes Musikvideo mit dem Titel Мясо („Fleisch“), das den Krieg in der Ukraine thematisiert. Es wurde aufgrund seiner Endzeitstimmung mit London Calling von The Clash verglichen. Im Februar 2023 wurde Zemfira vom russischen Justizministerium als ausländische Agentin eingestuft. Das Ministerium erklärte dazu, dass Zemfira „die Ukraine offen unterstützt, Konzerte in unfreundlichen Ländern gegeben und sich dabei gegen die Spezial-Militäroperation ausgesprochen und Unterstützung aus dem Ausland erhalten“ habe.

## Musik
Zemfira ist vor allem für anspruchsvollen, aber eingängigen und gemäßigten Singer-Songwriter-Rock bekannt. Der Sound lebt von der kraftvollen Stimme der Sängerin und kann international am ehesten mit Gianna Nannini, der frühen Alanis Morissette und Melissa Etheridge verglichen werden.
Zemfira coverte Lieder von Wiktor Zoi, dem verstorbenen Sänger der bedeutenden russischen Rockband Kino, u. a. „Kukuschka“ (dt. Kuckuck) und „Kaschduju notsch“ (dt. Jede Nacht).
Zu ihren bekanntesten Titeln zählen die Singles Iskala, Trafik, Paranoija und Matscho. Als russischsprachige Künstlerin liegt Zemfiras Karriereschwerpunkt vorwiegend in den Nachfolgestaaten der Sowjetunion, jedoch hat sie auf ihren Tourneen auch immer wieder Auftritte in Ländern wie Deutschland oder Israel, wo sie unter russischsprachigen Migranten ebenfalls große Beliebtheit genießt.

## Diskografie

### Alben
- 1999: Semfira
- 2000: Prosti menja moja ljubow
- 2002: Tschetyrnadzat nedel tischiny
- 2005: Wendetta
- 2007: Spassibo
- 2013: Schit w twojei golowe
- 2021: Borderline

### Live-Alben
- 2006: Live
- 2010: Live2
- 2016: Malenki Tschelowek.live

### Kompilationen
- 2009: Z-Sides

### Soundtracks
- 2012: Poslednjaja skaska Rity (OST)

### EPs
- 2021: Ach

### Singles (Auswahl)
- 1999: Ромашки
- 1999: Ариведерчи
- 1999: Снег
- 2000: Искала
- 2000: Хочешь?
- 2000: П.М.М.Л.
- 2000: Do swidanija
- 2002: ∞
- 2002: Кто?
- 2002: Главное
- 2002: Trafik
- 2005: Прогулка
- 2008: 10 maltschikow
- 2011: Bes schansow
- 2013: Жить В Твоей Голове